# Xã Union, Quận Guthrie, Iowa
Xã Union (tiếng Anh: Union Township) là một xã thuộc quận Guthrie, tiểu bang Iowa, Hoa Kỳ. Năm 2010, dân số của xã này là 117 người.